# Fantasía contemporánea

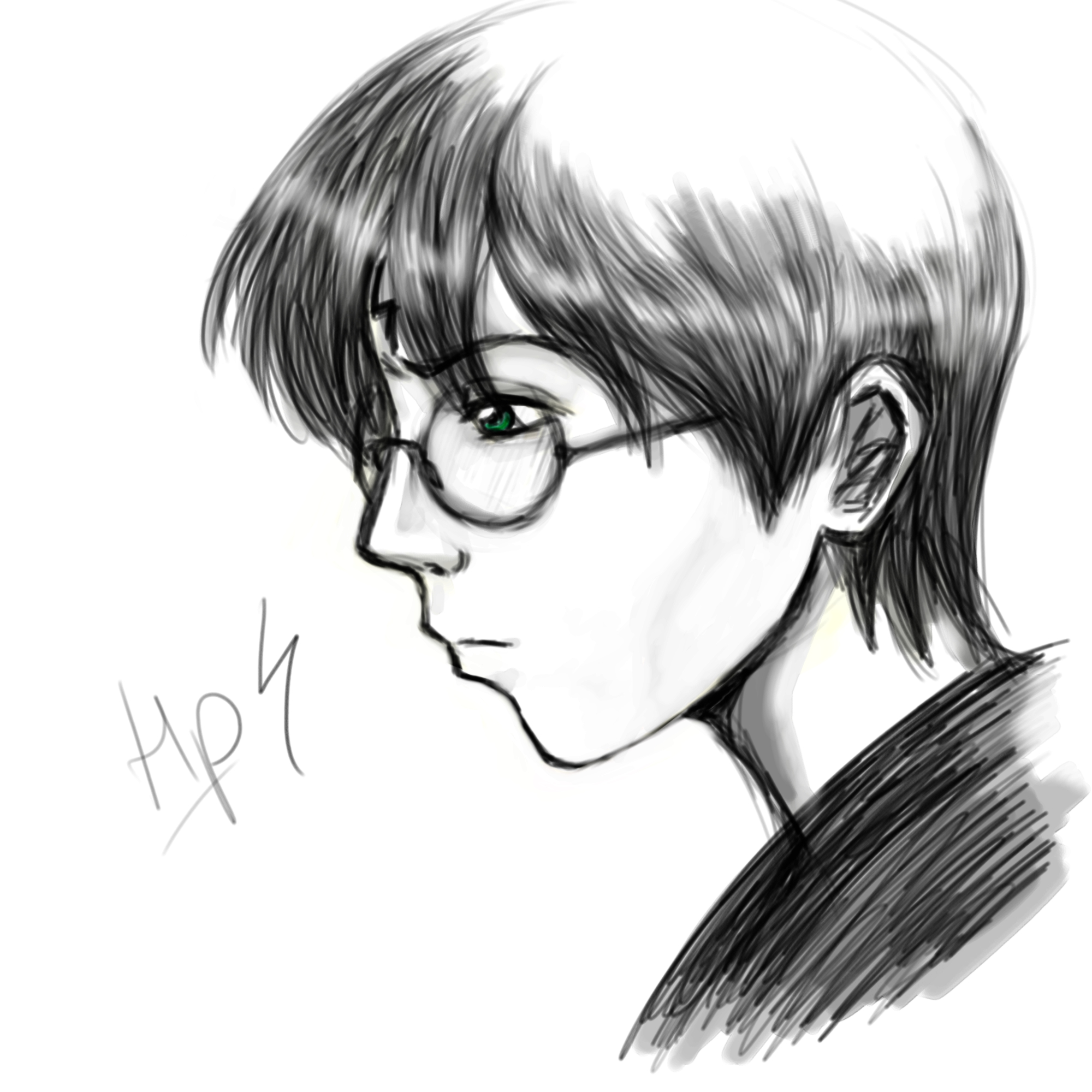
La saga literaria Harry Potter es un ejemplo de fantasía contemporánea.

Fantasía contemporánea, también conocida como fantasía moderna, es un subgénero de la literatura de fantasía, utilizada en el tiempo presente. Es tal vez más popular por su subgénero, el urban fantasy o fantasía urbana, donde los sucesos ocurren en las ciudades.

## Definición
Estos términos se utilizan para describir historias que ocurren en el tiempo presente, en el cual la magia y las criaturas fantásticas existen pero son raramente vistas por el ser humano, lo que indica que probablemente habitan en universos paralelos. La fantasía contemporánea generalmente se diferencia del género del horror – el cual también incluye elementos ficticios o sobrenaturales – por el tono en general, enfatizando en asombrar e impactar al lector en vez de generarle angustia o temor.

## Ejemplos
- Robert Louis Stevenson: The Bottle Imp
- H. G. Wells: The Wonderful Visit y The Sea Lady
- Rudyard Kipling: Puck of Pook's Hill
- P. L. Travers: Mary Poppins
- Virtualmente la obra entera de Charles de Lint
- La mayoría de las novelas de Tim Powers
- Isaac Asimov: The Two-Centimeter Demon
- J.K. Rowling: Harry Potter
- Clive Barker: Weaveworld e Imajica